# Round Rock
Round Rock är en stad i Williamson County i delstaten Texas, USA med 104 446 invånare (2008).